# Heidenkopf (Weidenthal)
Der Heidenkopf ist ein 477 Meter hoher Berg im Pfälzerwald.

## Geographie

### Lage
Der Berg befindet sich im Landkreis Bad Dürkheim. Seine Nord- und Ostflanke sowie der Gipfel liegen auf der Gemarkung der Ortsgemeinde Weidenthal, seine Süd- und Westflanke gehören zu Elmstein. Östlich erstreckt sich der 506 Meter hohe Mollenkopf und westlich der Erdbeerenkopf. An seiner Südflanke entspringt außerdem der Dreibrunnenbach.

### Naturräumliche Zuordnung
1. Großregion 1. Ordnung: Schichtstufenland beiderseits des Oberrheingrabens
2. Großregion 2. Ordnung: Pfälzisch-saarländisches Schichtstufenland
3. Großregion 3. Ordnung: Pfälzerwald
4. Region 4. Ordnung (Haupteinheit): Mittlerer Pfälzerwald
5. Region 5. Ordnung: Tal-Pfälzer-Wald

## Verkehr
An seiner Nordwestflanke verläuft die Kreisstraße 38, die von Weidenthal nach Elmstein verläuft.

## Ritterstein
An seiner Westflanke befindet sich der Ritterstein 142. Er trägt die Aufschrift Heidenbrunnen 100 Schr. und verweist auf den unterhalb befindlichen Heidenbrunnen hin, der einst als Viehtränke fungierte.

## Tourismus
Über die Nordflanke führen der mit einem blauen Balken markierte Fernwanderweg Staudernheim–Soultz-sous-Forêts und ein weiterer, der Wanderweg, der mit einem grünen Kreuz markiert ist und der von Freinsheim bis zum Erlenkopf führt. Ein weiterer ist mit einem weiß-roten Balken gekennzeichnet und führt entlang der Südflanke; er stellt die Verbindung mit Kaiserslautern sowie Neustadt an der Weinstraße und Speyer her. Hinzu kommt an der Ostflanke eine mit einem weiß-grünen Balken markierte Route, die von der Oberen Eselsmühle in Enkenbach-Alsenborn bis nach Maikammer führt.